# 在日本朝鮮青年同盟
在日本朝鮮青年同盟（ざいにほんちょうせんせいねんどうめい、朝: 재일본조선청년동맹、略称朝青）は、1955年に結成された在日本朝鮮人総聯合会（朝鮮総聯）傘下の青年団体である。
日本の降伏による朝鮮解放後、在日本朝鮮人連盟（朝聯）青年部を経て1947年3月6日に組織された在日本朝鮮民主青年同盟（民青）を前身とする。1949年9月8日、民青が団体等規正令によって朝聯とともに解散させられた後、在日本朝鮮民主愛国青年同盟（民愛青）を経て、朝鮮総聯結成大会から2か月あまり後の1955年8月1日に朝青が発足した。朝鮮総連傘下で、朝鮮民主主義人民共和国を支持する在日朝鮮青年による組織である 。
1971年、世界民主青年連盟に加盟した。